# Chondrymeniaceae
Chondrymeniaceae, porodica crvenih algi, dio reda Gigartinales. Postoji šest vrsta unutar tri roda, od kojih su dva nova roda opisana tek 2013 godine.
Chondrymenia lobata jedina je u svome rodu koji je porodici dao ime, a stanovnik je Jadrana (Dalmacija). Ostala dva novootkrivena roda žive u Pacifiku (Lord Howe,  atol Palmyra, otok Jarvis i drugdje).

## Rodovi
1. Chondrymenia Zanardini 1
2. Crebradomus G.T.Kraft & G.W.Saunders 1
3. Dissimularia G.T.Kraft & G.W.Saunders 4